# (9774) Annjudge
(9774) Annjudge est un astéroïde de la ceinture principale.

## Description
(9774) Annjudge est un astéroïde de la ceinture principale. Il fut découvert le 12 juillet 1993 à La Silla par Eric Walter Elst. Il présente une orbite caractérisée par un demi-grand axe de 2,53 UA, une excentricité de 0,12 et une inclinaison de 0,5° par rapport à l'écliptique.

## Compléments